# Claustrophobia / Could It Be
A Claustrophobia / Could It Be a Bee Gees együttes kislemeze, mely 1967. augusztus 17-én jelent meg. A dalt Barry és Robin Gibb írta.

## Közreműködők
Közreműködők:
- Barry Gibb – ének, gitár
- Robin Gibb – ének
- Maurice Gibb – ének
- Bruce Davis – gitár
- Leith Ryan – gitár
- Bill Swindells – basszusgitár
- Laurie Wardman – dob
- hangmérnök: Robert Iredale

## A lemez dalai
A oldal: Claustrophobia (Barry Gibb) (1964), mono 2:14, ének: Barry Gibb

B oldal: Could It Be (Barry Gibb) (1964), mono 2:03, ének: Barry Gibb

## Megjegyzés
A számok a Festival Studio Harris Street-i telepén lett rögzítve kétsávos magnófelvételen.

## Dalszövegek
- Claustrophobia
- Could It Be